# Ewgeni Gegeczkori
Ewgeni Gegeczkori (gr.  ევგენი გეგეჭკორი; ur. 8 stycznia?/20 stycznia 1881 w Martwili, zm. 5 czerwca 1954 w Paryżu) – gruziński polityk, mienszewik, przewodniczący Komisariatu Zakaukaskiego.

## Życiorys
Pochodził z rodziny szlacheckiej, według innego źródła − chłopskiej. Ukończył gimnazjum w Kutaisi, a następnie studia prawnicze na Uniwersytecie Moskiewskim. Pracował jako adwokat. Od 1903 był związany z gruzińską organizacją mienszewików. W latach 1907–1912 był deputowanym do Dumy Państwowej III kadencji z guberni kutaiskiej należał do przywódców frakcji mienszewickiej w Dumie. Po wybuchu I wojny światowej zajął stanowisko socjalpatriotyczne. Wolnomularz.
W listopadzie 1917 został przewodniczącym Komisariatu Zakaukaskiego. Równocześnie zasiadał w radzie delegatów robotniczych i żołnierskich w Tyflisie. Wszedł do drugiego rządu Demokratycznej Republiki Gruzji, kierowanego przez Noe Żordanię, jako minister spraw zagranicznych. Protestował przeciwko wkroczeniu do Gruzji wojsk brytyjskich, argumentując, że rząd gruziński sam jest  w stanie zapewnić porządek na terytorium kraju, co okazało się niezgodne z rzeczywistością. Następnie starał się o uzyskanie brytyjskich gwarancji dla Gruzji, przekonując, iż w interesie Ententy jest utrzymywanie na Zakaukaziu niepodległych od Rosji państw. W imieniu rządu Żordanii Gegeczkori oferował Wielkiej Brytanii prawo korzystania z gruzińskiej infrastruktury kolejowej i portowej w zamian za obronę republiki przed wrogami zewnętrznymi.
Emigrował z Gruzji w 1921, po upadku niepodległej Gruzji i jej wcieleniu do Rosji radzieckiej. Został pochowany w Paryżu.